# Обнинск
Обнинск (на руски: Обнинск) е град в Калужка област, Русия.
Той е първият наукоград в Русия. В него е разположен Държавният физико-енергетически институт на Русия (ДФЕИ) – създател на първата в света атомна електрическа централа, свързана към електропреносната мрежа – Обнинската АЕЦ.

## География
Намира се на 100 км югозападно от столицата Москва. Населението на града към 1 януари 2018 е 115 029 души.

## История
През 1840 г. околните земи стават собственост на дворянския род Обнински. На минаващата през земите железопътна линия възниква малка спирка, обслужваща имението, която е наречена Обнинское.
През 1911 г., на мястото на бъдещия град е построен летен интернат за бедни московски деца, впоследствие преобразуван в училищен интернат „Бодър живот“ („Бодрая жизнь“). От 1937 г. горското лечебно училище става дом за испански деца на борци срещу режима на генерал Франко. Сградата на училището става по-късно главен корпус на ДФЕИ.
С постановление № 3117 – 937сс на Съвета на народните комисари на СССР от 19.12.1945 г. на мястото на училището е създадена Лаборатория „В“. Тя е основата на Държавния физико-енергетически институт „А. И. Лейпунски“. През 1951 г. на Лаборатория „В“ е възложено създаването на прототип на атомна електроцентрала, използваща атомната енергия за мирни цели. Първата в света атомна електроцентрала работи от 27 юни 1954 до 29 април 2002 г. – 48 години безаварийна работа. Реакторът сега е полигон за опити по извеждане от експлоатация на ядрени мощности.

## Транспорт
Възникнал край спирка на железопътната линия Москва – Брянск – Киев, днес градът има голяма жп гара. В близост до града има и товарно летище – Ермолино.